# Петрівська сільська рада (Волноваський район)
| Петрівська сільська рада — колишній орган місцевого самоврядування у Волноваському районі Донецької області з адміністративним центром у с. Петрівське. Сільській раді підпорядковані населені пункти: - с. Петрівське |

## Склад ради
Рада складається з 16 депутатів та голови.

## Керівний склад сільської ради
| ПІБ                       | Основні відомості                                                 | Дата обрання | Дата звільнення |
| ------------------------- | ----------------------------------------------------------------- | ------------ | --------------- |
| Дворник Антоніна Павлівна | Сільський голова, 1956 року народження, освіта, позапартійна      | 26.03.2006   | 31.10.2010      |
| Дворнік Антоніна Павлівна | Сільський голова, 1956 року народження, освіта вища, позапартійна | 31.10.2010   |                 |

Примітка: таблиця складена за даними джерела